# Niels Fredborg
Niels Cristian Fredborg (Odder, 28 oktober 1946) is een voormalig Deens wielrenner.
Fredborg nam viermaal deel aan de Olympische Zomerspelen en won op de 1km medailles in alle drie de kleuren, in 1972 won hij olympisch goud. Fredborg werd driemaal wereldkampioen op de 1km tijdrit.

## Resultaten
| Jaar | WK                   | Olympische Zomerspelen  |
| ---- | -------------------- | ----------------------- |
| 1964 |                      | 5e tandem               |
| 1967 | 1km tijdrit          |                         |
| 1968 | 1km tijdrit · sprint | 1km tijdrit             |
| 1970 | 1km tijdrit          |                         |
| 1972 |                      | 1km tijdrit · 5e sprint |
| 1976 |                      | 1km tijdrit · 7e sprint |
| 1980 | Keirin               |                         |

1896: Paul Masson ·
1928: Willy Falck Hansen ·
1932: Dunc Gray ·
1936: Arie van Vliet ·
1948: Jacques Dupont ·
1952: Russell Mockridge ·
1956: Leandro Faggin ·
1960: Sante Gaiardoni ·
1964: Patrick Sercu ·
1968: Pierre Trentin ·
1972: Niels Fredborg ·
1976: Klaus-Jürgen Grünke ·
1980: Lothar Thoms ·
1984: Fredy Schmidtke ·
1988: Aleksandr Kiritsjenko ·
1992: José Manuel Moreno Periñan ·
1996: Florian Rousseau ·
2000: Jason Queally ·
2004: Chris Hoy
Wielerploegen van Niels Fredborg
Battaglin · 
Berto ·
Bracchi ·
Busolini ·
Foresti ·
Fredborg ·
Leali · 
Magrini · 
Mantovani ·
Moro ·
Pugliese ·
Santambrogio ·
Sigurotti ·
Vanzo